# 舊布達 (拉多梅什利區)
50°39′12″N 28°53′43″E / 50.65333°N 28.89528°E
舊布達（烏克蘭語：Стара Буда）是烏克蘭北部的村莊，隸屬日托米爾州的日托米爾區。該村面積0.04平方公里，海拔高度188米，2001年人口80，人口密度每平方公里1,904.76人。